# Wengyuan
Wengyuan léase Uéng-Yuán (en chino simplificado, 翁源县; pinyin, Wēngyuán xiàn)  es un condado bajo la administración directa de la ciudad-prefectura de Shaoguan. Se ubica al este de la provincia de Cantón, en el sur de la República Popular China. Su área es de 2174 km² y su población total para 2018 fue más de 350 mil habitantes.

## Administración
El condado urbano de Wengyuan se divide en 8 pueblos que se administran en poblados.